# Рігерт Давид Адамович
Ріґерт Давид Адамович (12 березня 1947 року, село Нагірне, Кокшетауська область, Казахська РСР) — неодноразовий чемпіон світу, Європи, СРСР з важкої атлетики, чемпіон Олімпійських ігор (1976). На літніх Олімпійських іграх 2004 року — головний тренер збірної Росії з важкої атлетики . Заслужений тренер Росії. Учень Рудольфа Плюкфельдера.

## Життєпис
Предки Давида приїхали з Німеччини до Росії 1740 року. На початку Другої світової війни батьків Рігерта, Адама Адамовича Рігерта і Єлизавету Рудольфовну Горн, депортували до Північного Казахстану, де він і народився. 1964 року сім'я повернулася на Кубань. Там Давид взяв вперше в руки саморобну штангу. Після до Шахт, щоб тренуватися у знаменитого Рудольфа Плюкфельдера.
Член КПРС з 1977 року. Закінчив Московський інститут фізичної культури (1978).
Після завершення феноменальної спортивної кар'єри та тренерської роботи Давид Рігерт організував під Таганрогом фермерське господарство .

## Спортивні досягнення
- Заслужений майстер спорту СРСР (1971).
- Заслужений тренер СРСР .
- Олімпійський чемпіон Монреаля (1976).
- Шестиразовий чемпіон світу (1971, 1973—1976, 1978).
- Дев'ятиразовий чемпіон Європи (1971—1976, 1978—1980).
- П'ятиразовий чемпіон СРСР (1972, 1973, 1975, 1976, 1978).
- Встановив 64 рекорду СРСР.
- Встановив 63 рекорду світу.

## Державні нагороди
- Медаль «За трудову доблесть» (1971).
- Орден Трудового Червоного Прапора (1976).
- Почесний знак «За заслуги в розвитку фізичної культури і спорту» (2000).
- Орден Дружби (27 червня 2007)[5]
- Медаль ордена «За заслуги перед Вітчизною» II ступеня (18 листопада 2010)[6]
- Почесний громадянин Ростовської області (9 червня 2015)[7]

## Літературна творчість
- Ригерт Д. А. Благородний метал (літ. Запис Олександра Скляренка). — М .: Мол. гвардія. 1987. — 192 с. — (Спорт і особистість).